# La Rechercheexpeditionen 1838–1840

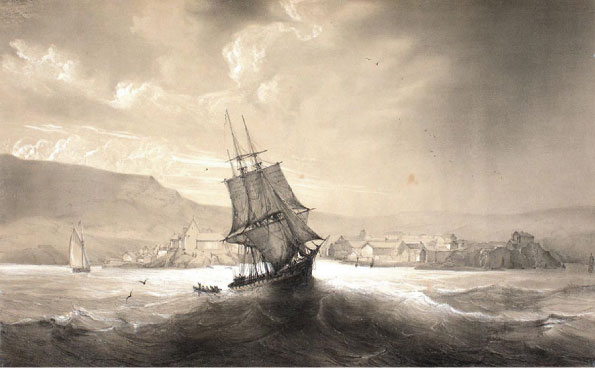
La Recherche i Torshamn på Färöarna, som besöktes 1839. Målningen gjordes av konstnären Barthélemy Lauvergne.

La Rechercheexpeditionen 1838–1840 var en vetenskaplig forskningsresa till det arktiska området som företogs med den franska korvetten La Recherche. Expeditionens ledare var Joseph Paul Gaimard och expeditionen finansierades av franska staten. Den franske kungen Ludvig Filip understödde välvilligt företaget eftersom han 1795 som landsflyktig rest genom Nordnorge och Finland och bevarade detta äventyr i nostalgiskt minne. I expeditionen deltog forskare från Frankrike, Danmark, Sverige och Norge samt konstnärer och författare från Frankrike.
Expeditionen hade en bred ansats och skulle omfatta såväl vetenskapliga observationer som konstnärliga avbildningar och skönlitterära beskrivningar. De viktigaste resultaten kom från de undersökningar som gjordes av fysiker, astronomer, geografer och meteorologer i Nordnorge. Bland annat gjordes banbrytande observationer av jordmagnetism, norrsken och fossila strandlinjer vid Altafjorden. De konstnärer som deltog i expeditionen gjorde också intressanta bilder av samiska miljöer som tidigare inte hade avbildats i någon större utsträckning.

## Expeditionens syften
De vetenskapliga ambitionerna med expeditionen var höga. Resan skulle gå från Nordkap till Spetsbergen, och under tiden skulle havsströmmar och vattentemperaturer undersökas. Väl framme på Spetsbergen skulle temperaturförhållandena i atmosfären studeras med hjälp av vätgasballonger. Hål skulle borras i isberg och glaciärer med en 80 meter lång isborr för ytterligare temperaturmätningar. Jordmagnetismen och tidvattnet skulle studeras. Från Spetsbergen skulle färden gå tillbaka till Nordnorge, där fem deltagare skulle övervintra. De skulle fortsätta med samma typ av observationer som på Spetsbergen och dessutom studera norrsken och stjärnfall. Geologer skulle undersöka fossil och berggrund. Biologer skulle ägna sig åt växtgeografi och systematik samt utföra ekologiska och fysiologiska studier, bland annat av djur i vinterdvala. Konstnärer skulle delta i expeditionen och bidra med verklighetstrogna illustrationer. Som historieskrivare medföljde författaren Xavier Marmier.

## 1838

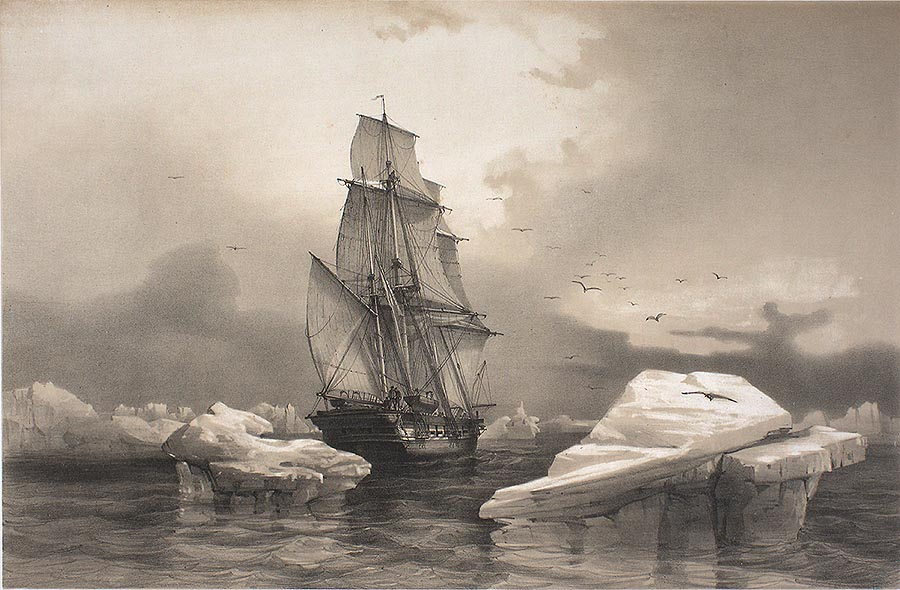
Korvetten La Recherche avbildad i närheten av Björnön av Auguste Mayer.

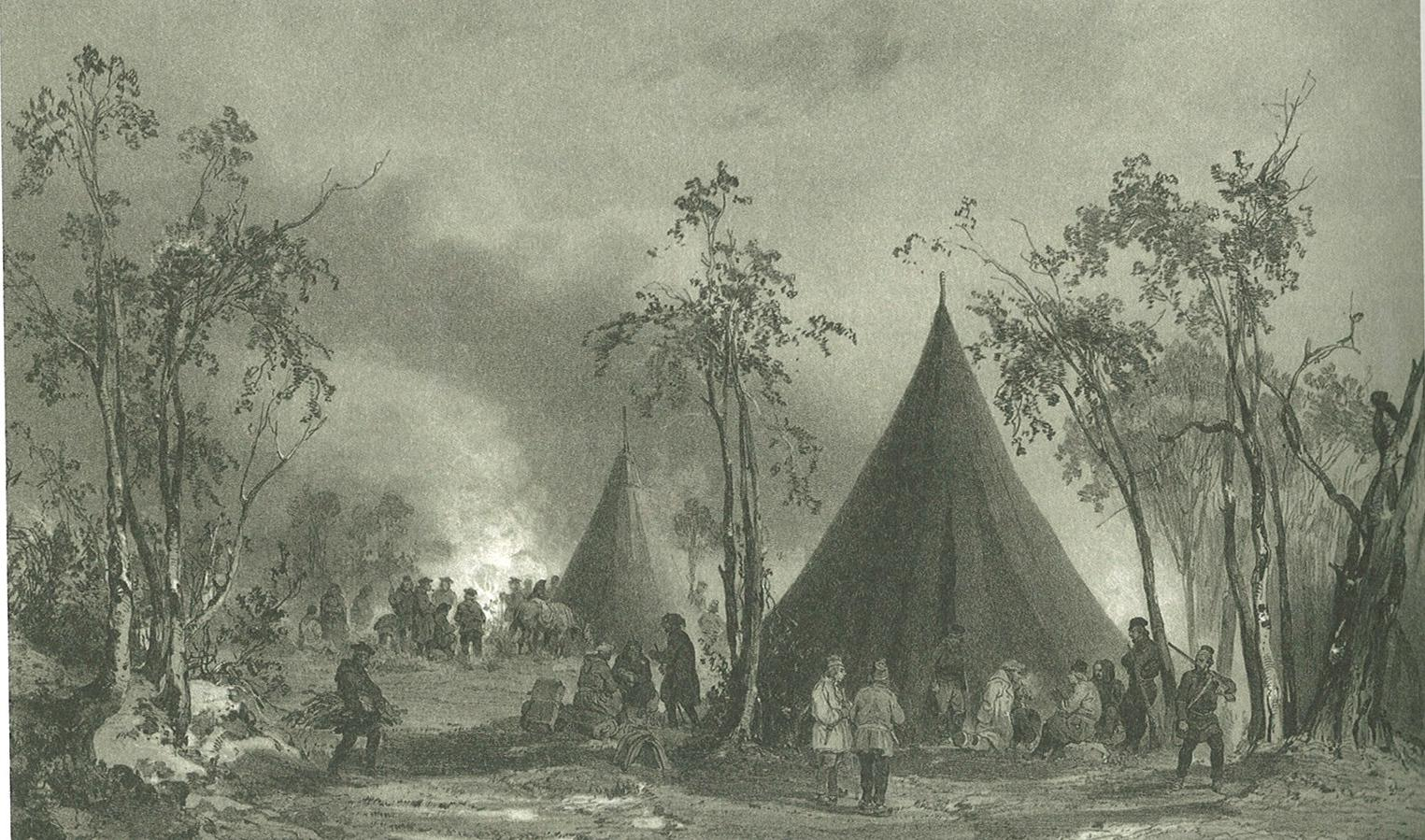
Karasjok sett med Barthélemy Lauvergnes ögon i samband med expeditionsdeltagarnas färd från norska kusten till Karesuando 1839.

Under expeditionens första resa deltog ett 20-tal personer, däribland från Sverige fysikerna Bertil Lilliehöök och Per Siljeström, zoologen Carl J. Sundevall samt prästen och botanisten Lars Levi Læstadius. Från Danmark deltog iktyologen Henrik Krøyer och botanisten Jens Vahl. Norska forskare var zoologen Christian Boeck och marinofficeren Christian Due. Dessutom medsände den svenske kungen Karl XIV Johan två representanter, den svenske greven U.V. Gyldenstolpe och den norske kaptenen E.G. Meyer.

### Spetsbergen
Flertalet av de skandinaviska forskarna, dock ej Læstadius, gick ombord i Trondheim i slutet av juni 1838. Fartyget avreste till Spetsbergen och låg där mellan den 25 juli och den 5 augusti 1838. Det vetenskapliga utbytet blev emellertid magert.

### Till Karesuando
Efter en tur till Nordkap sammanträffade expeditionen med Lars Levi Læstadius i Hammerfest i slutet av augusti. Han skulle fungera som vägvisare för den del av expeditionens medlemmar som skulle ta sig över fjället till Karesuando: ledaren Gaimard, författaren Xavier Marmier, geologen Louis Eugène Robert, Sundevall, Gyldenstolpe, Meyer samt fransmännens betjänt François. Deras karavan, omfattande tolv klövjehästar och åtta ridhästar, lämnade den norska kusten den 29 augusti 1838. Lars Levi Læstadius skildrade senare resan i en berättelse, som gav en ganska negativ bild av expeditionen. Han tyckte att fransmännen kunde ha avstått från att medföra 30 kannor vin och konjak och i stället prioriterat varma kläder, för de led av kylan och regnet på kalfjället. Även de vetenskapliga ambitionerna tyckte han var låga: ”Såg man en rar fjällväxt, så var det icke tid att taga den, såg man en fågel, så var det ingen tid att jaga efter den, ty marschen fortsattes oupphörligt så länge dagen räckte.” Dock gjorde Læstadius växtgeografiska observationer, kapten Meyer mätte magnetismen i Kautokeino och Sundevall sköt två ripor. Den 5 september nådde karavanen fram till Karesuando där expeditionsmedlemmarna inkvarterades i Læstadius prästgård. Därifrån fortsatte de sedan hemåt.
Xavier Marmier ger en utförlig och målande beskrivning av resan och alla de människor som man mötte längs vägen i boken Lettres sur le Nord (utgiven på nynorsk under titeln Brev nordfrå) som utkom 1840. Bland annat tecknar han en bild av den samiske prästen och diktaren Anders Fjellner i Karesuando, som arbetade som missionär i nordligaste Sverige och vid behov vikarierade för Lars Levi Læstadius.

### Övervintring i Nordnorge

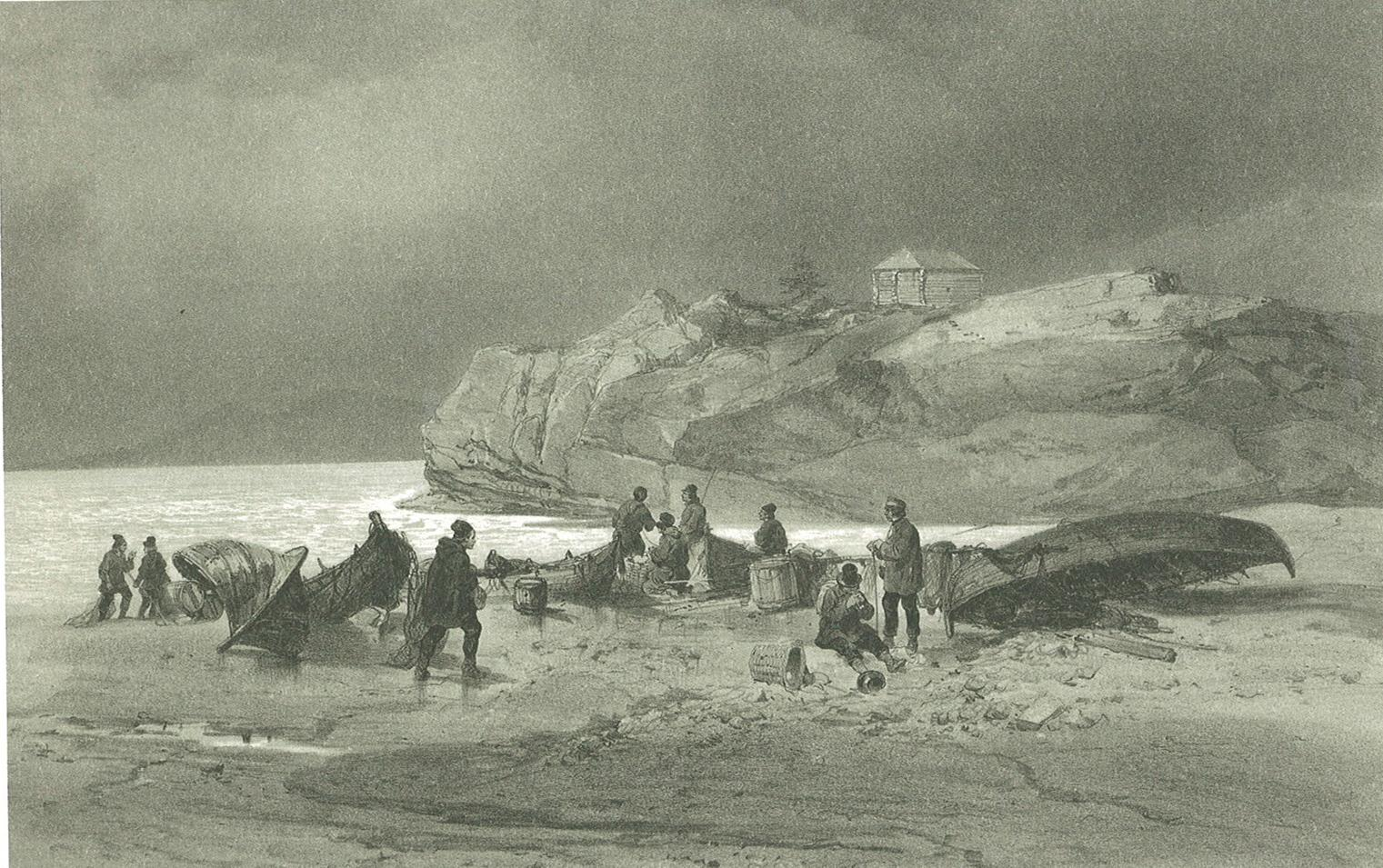
Kustsamer och forskare på stranden i Bossekop, avbildade av Barthélemy Lauvergne 1839.

Några av expeditionens medlemmar seglade tillbaka till Frankrike med korvetten, men fem stannade som planerat kvar i Nordnorge: tecknaren Antoine Bevalet samt fysikerna Victor Lottin, Auguste Bravais, Lilliehöök och Siljeström. De övervintrade i Bossekop vid Altafjorden och gjorde en mängd värdefulla observationer av bland annat jordmagnetism och norrsken.
Siljeström reste hem med båt i maj 1839. Bravais stannade kvar vid Altafjorden för att bedriva ytterligare studier under sommaren. De övriga expeditionsdeltagarna reste söderut över fjället den 18 april med renskjuts och gjorde under tiden meteorologiska observationer. Bravais forskning vid Altafjorden gav resultat av bestående värde. Han såg att det fanns strandlinjer i fast berg på höga nivåer och drog slutsatsen att landet hade höjt sig. Det var observationer som ännu inte kunde sättas in i sitt rätta sammanhang, men som fick betydelse när senare forskare kunde slå fast att stora nedisningar följts av just landhöjning.

## 1839
År 1839 avseglade La Recherche på nytt mot nordliga breddgrader, men nu utan svenska deltagare. Någon zoolog fanns inte ombord, men botanister var dansken Jens Vahl och fransmannen Charles Martins. Som konstnärer medföljde Barthélemy Lauvergne och Charles Giraud. Författaren Xavier Marmier fanns också med.

### Färöarna

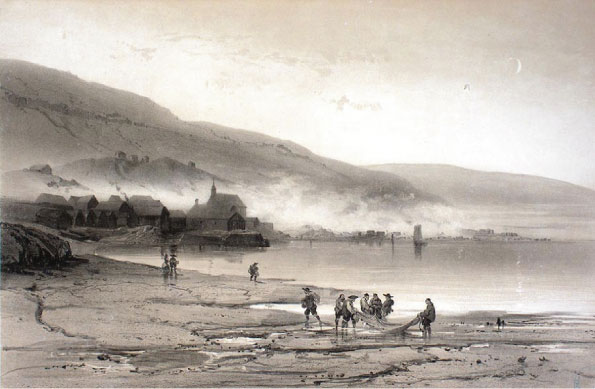
Kollafjørður på Färöarna, avbildat av Barthélemy Lauvergne 1839.

Expeditionen inleddes med vetenskapliga undersökningar på Färöarna från den 24 juni till den 1 juli 1839.

### Spetsbergen
Från Färöarna gick La Recherche till Hammerfest, dit expeditionen anlände den 10 juli. Målaren François-Auguste Biard och hans 19-åriga fästmö Léonie d'Aunet anslöt där. Från Hammerfest avseglade expeditionen i riktning mot Spetsbergen den 17 juli. Efter att ha passerat Björnön nåddes den 31 juli resans mål, Magdalenefjorden i den nordvästligaste delen av Spetsbergen. Årets vetenskapliga undersökningar blev betydligt grundligare än året innan. Den 14 augusti lämnades Magdalenefjorden och expeditionen återvände till Hammerfest.
Léonie d’Aunet ansåg sig efteråt ha varit den första kvinnan på Spetsbergen och utgav en reseberättelse med titeln Voyage d’une femme au Spitzberg (En kvinnas resa till Spetsbergen).

### Till Karesuando

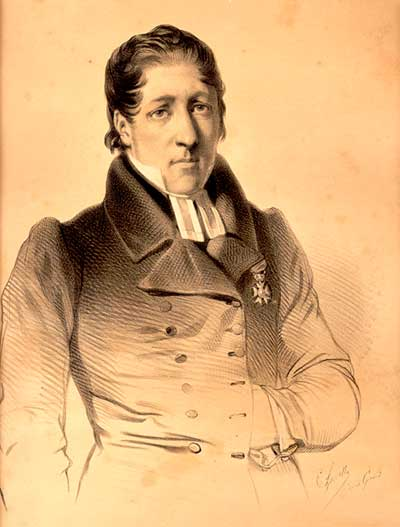
Girauds teckning av Lars Levi Læstadius användes som underlag för denna litografi av Emile Lasalle. På Læstadius bröst placerade Lasalle den franska hederslegionens riddarkors, som Læstadius tilldelades 1841 för sina insatser i samband med Rechercheexpeditionen.

Efter återkomsten till Hammerfest satte La Recherche kursen mot söder, medan expeditionsdeltagarna fortsatte med kustbåten till Kåfjord. De flesta av dem reste därefter söderut över fjället på samma sätt som skett föregående år. Först avreste François-Auguste Biard och Léonie d’Aunet, som lämnade kusten den 30 augusti tillsammans med hästförare, en finsk tolk och en samisk vägvisare. Léonie d’Aunet skildrade senare den elva dagar långa färden över fjället på ett mycket negativt sätt i sin bok. Även Læstadius mottagande i Karesuando befanns vara under all kritik.
Ungefär en vecka senare gjorde bland andra expeditionsledaren Gaimard, författaren Marmier, botanisten Martins, fysikern Bravais samt konstnärerna Lauvergne och Giraud samma resa. Tempot var nu lägre än året innan, och det fanns tid att studera lämlar (det var lämmelår) och växter samt göra höjd- och positionsbestämningar. Väl framme i Karesuando tog resenärerna som vanligt in hos Læstadius, som fortfarande inte var imponerad av expeditionens vetenskapliga ambitioner: ”Våra fransmän (…) befattade sig nu mest med att måla lappar. (…) Men om man undantager deras fysiska och astronomiska observationer som övervintrade i Alten, så tyckte jag, att de övriga reste mest bara för ro skull. Botanisten Herr Martins måste beständigt sitta och hålla i uret, medan Herr Bravais observerade på sina physiska och astronomiska instrumenter. Hade denna expedition varit bättre inrättad, så att var och en fått fördela sig efter beskaffenheten av sin vetenskap, så tror jag visst, att med de stora omkostningar som expeditionen redan gjort något nyttigt kunnat uträttas.” Charles Giraud passade på att teckna av Lars Levi Læstadius – en bild som senare låg till grund för den litografi som blivit den mest spridda bilden av Læstadius.

## 1840
År 1840 seglade La Recherche iväg för tredje gången, denna gång till Reykjavik och Archangelsk.

## Resultat och publikationer
Inom botanikens och zoologins områden gav expeditionen magra resultat, medan de mätningar och observationer som gjordes av fysiker, astronomier, geografer och meteorologer däremot var av stort värde. Resultaten redovisades i ett samlingsverk med titeln Voyages en Scandinavie, en Laponie, au Spitzberg et aux Feröe, pendant les années 1838, 1839, 1840. Avsikten var att verket skulle omfatta 20 volymer, men det är oklart hur många som verkligen gavs ut. Troligen rör det sig om ett 15-tal. I samlingsverket skulle också Lars Levi Læstadius arbete Fragmenter i lappska mythologien ha publicerats, men så skedde aldrig. Däremot medtogs ett bidrag från Læstadius om väderleksobservationer i Karesuando under åren 1830–1838.